# 会津泉

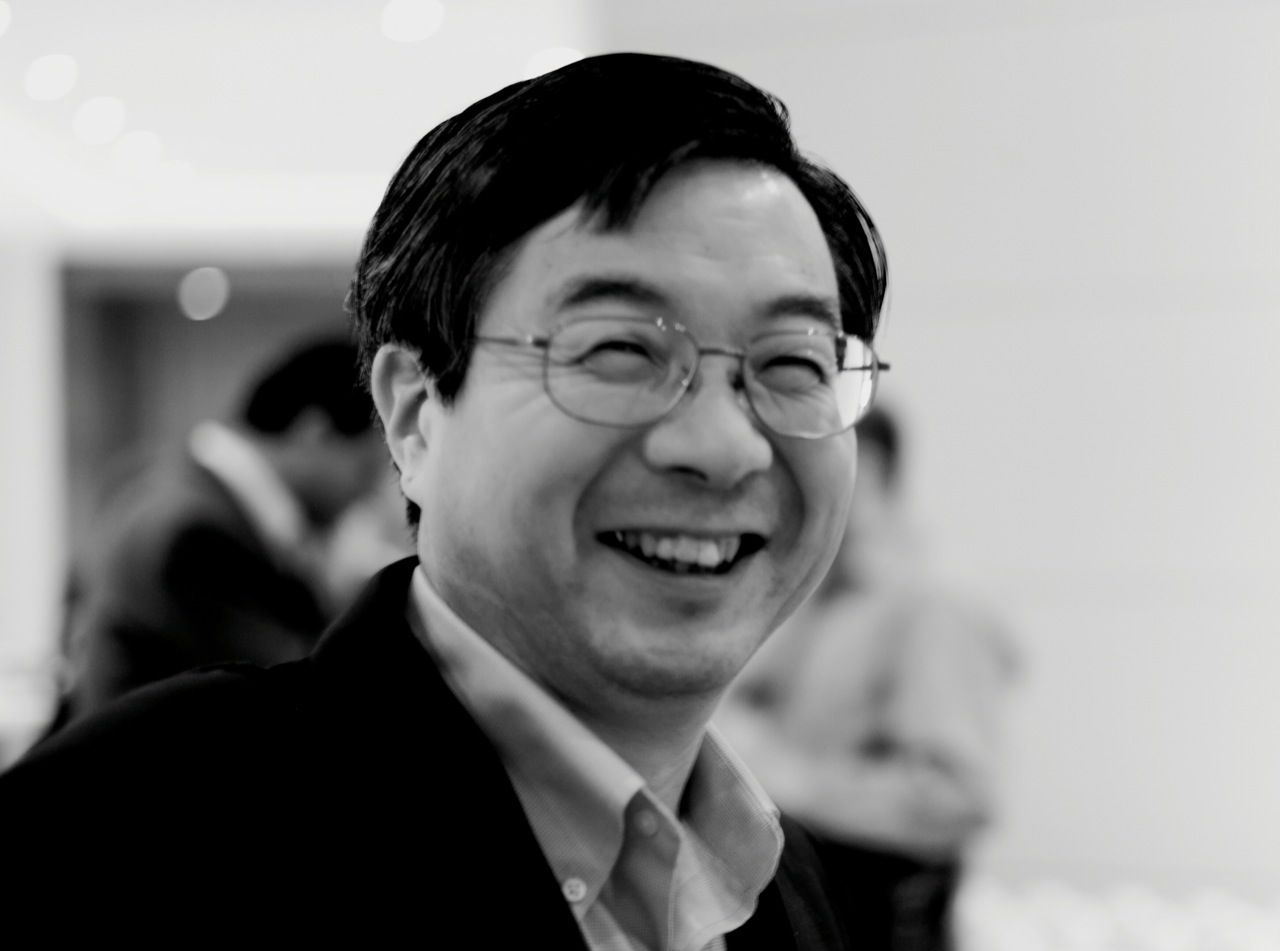
会津泉（2007年）

会津 泉（あいづ いずみ、あいず いずみ、1952年 - ）は、日本の情報社会学研究者。多摩大学情報社会学研究所教授・主任研究員、公益財団法人ハイパーネットワーク社会研究所主幹研究員。

## 経歴
宮城県仙台市に生まれ、神奈川県逗子市に育つ。1971年に栄光学園高等学校を卒業後、伝習館訴訟の救援活動などに従事した。その後、印刷会社に勤め、転職を重ねて欧文印刷で日本国外向けの広告・広報の営業などに従事する。業務の中で、コンピュータ関係のマニュアル制作を受けるようになり、1985年に発表されたApple IIcの日本語マニュアル「はじめてのあっぷる」の制作に従事した。
1985年に独立して、アメリカ合衆国における草創期のパソコン通信ネットワークの実態調査に取り組み、1986年に株式会社ネットワーキングデザイン研究所を設立して、日本におけるパソコン通信の普及に取り組み、特に大分県における取り組みなどに深く関わる。
1991年、国際大学GLOCOM企画室長。1993年、財団法人ハイパーネットワーク社会研究所研究企画部長を兼任。1996年に情報処理学会の学会誌『情報処理』に発表した「インターネットの進化発展の意味」が、情報処理学会1996年Best Author賞を受賞した。佐々木俊尚は会津について、「1990年代には「インターネットの伝道師」とも呼ばれ」たと述べている。
1997年から2000年にかけては、活動の拠点をマレーシアのクアラルンプールに移し、1998年からはアジア太平洋インターネット協会（APIA）事務局長を務め、アジア地域におけるインターネット関係の普及実践や研究にあたる。
2000年に国際大学GLOCOM主幹研究員となり、2002年にハイパーネットワーク社会研究所副所長を経て、2004年6月に多摩大学情報社会学研究所主任研究員、2008年に同教授。2011年には、情報支援プロボノ・プラットフォーム (iSPP) の設立に参加し、代表理事のひとりとなった。
2013年5月より2015年3月まで、公益財団法人に移行したハイパーネットワーク社会研究所の理事長・所長を務めた。

## おもな著作

### 単著
- パソコンネットワーク革命：日米最前線レポート、日本経済新聞社 (Nikkei neo books)、1986年
- 進化するネットワーク、NTT出版、1994年
  - 1995年、電気通信普及財団テレコム社会科学賞。
- アジアからのネット革命、岩波書店、2001年
- インターネットガバナンス：理念と現実、 NTT出版、2004年

### 共編書
- （公文俊平との共編）入門インターネット・ビジネス、日本経済新聞社、1996年
- （情報支援プロボノ・プラットフォームiSPP代表として共著）　3.11被災地の証言　東日本大震災　情報行動調査で検証するデジタル大国・日本の盲点、　インプレスジャパン、　2012年

### 訳書
- ジョン・スカリー, ジョン・A. バーン 著、スカリー：世界を動かす経営哲学（上・下）、早川書房、1988年
- ロバート・ジョハンセン 著、グループウエア：ビジネスチームによる新しいコンピュータ利用、日経BP社、1990年
- アルベール・ブレッサン 編著、ネットワールド：21世紀の世界ビジョン、東洋経済新報社、1991年
- ハワード・ラインゴールド 著、バーチャル・コミュニティ：コンピューター・ネットワークが創る新しい社会、三田出版会、1995年
- （公文俊平とともに監訳）ハワード・ラインゴールド 著、スマートモブズ：〈群がる〉モバイル族の挑戦、NTT出版、2003年